# Pacte colonial
El pacte colonial o l’exclusivitat de la colònia és el sistema que es va aplicar durant l'Edat Moderna en un context d’economia mercantilista a les colònies de les monarquies europees. En francès es traduiria per “exclusif colonial” (exclusiu colonial), mentre que en castellà o en portuguès es prefereix l'expressió “pacto colonial” (pacte colonial). Consisteix a mantenir el monopoli sobre la colònia. A partir d’aquí els monarques europeus creaven companyies comercials que tenien com a missió explotar les matèries primeres de la colònia. És a dir, consistia a importar les matèries primeres de les colònies, per després transformar-les i revendre-les. Com que es tracta d’un monopoli, el centre, és a dir, la metròpoli, no autoritzava la construcció de fàbriques en les colònies (per exemple) i aplicava una economia centralitzada que fos de profit únicament per al colon. A Amèrica Llatina es fa especialment èmfasi en aquest sistema a l'hora d'explicar l'època moderna, especialment al Brasil.